# (Metil-Co(III) metilamin-specifični korinoid protein):koenzim M metiltransferaza
(Metil-Co(III) metilamin-specifični korinoid protein):koenzim M metiltransferaza (EC 2.1.1.247, metiltransferaza 2, MT2, MT2-A, mtbA (gen)) je enzim sa sistematskim imenom korinoidni protein specifičan za metilisani monometilamin:koenzim M metiltransferaza. Ovaj enzim katalizuje sledeću hemijsku reakciju
[metil-Co(III) metilamin-specifični korinoidni protein] + koenzim M {\displaystyle \rightleftharpoons } metil-KoM + [Co(I) metilamin-specifični korinoidni protein]
Ovaj enzim sadrži cink. Enzim koji učestvuje u metanogenezi sa mono-, di-, i trimetilamina, katalizuje transfer metil grupa vezanih za kobaltni kofaktor nekoliko korinoidnih proteina.

## Literatura
- Nicholas C. Price; Lewis Stevens (1999). Fundamentals of Enzymology: The Cell and Molecular Biology of Catalytic Proteins (Third изд.). USA: Oxford University Press. ISBN 019850229X.
- Eric J. Toone (2006). Advances in Enzymology and Related Areas of Molecular Biology, Protein Evolution (Volume 75 изд.). Wiley-Interscience. ISBN 0471205036.
- Branden C; Tooze J. Introduction to Protein Structure. New York, NY: Garland Publishing. ISBN 0-8153-2305-0.
- Irwin H. Segel. Enzyme Kinetics: Behavior and Analysis of Rapid Equilibrium and Steady-State Enzyme Systems (Book 44 изд.). Wiley Classics Library. ISBN 0471303097.
- William P. Jencks (1987). Catalysis in Chemistry and Enzymology. Dover Publications. ISBN 0486654605.

## Spoljašnje veze
- (methyl-Co(III)+methylamine-specific+corrinoid+protein):coenzyme+M+methyltransferase на 